# Kunsthistorisk Museum Wien
Kunsthistorisk Museum Wien i Østrigs hovedstad er et af verdens førende kunsthistoriske museer. Museer ligger centralt på Ringstraße over for Naturhistorisk Museum Wien.
Begge museer blev indviet i 1891 af kejser Franz Joseph 1. Museerne og statuen af Maria Theresia er tegnet af arkitekterne Gottfried Semper og Karl von Hasenauer.
Museet besøges af omkring 1,7 mio. gæster årligt og er dermed et af Østrigs mest besøgte.

## Udstilling
Mellem de to bygninger står en stor statue af Maria Theresia siddende på sin trone. Museet har bl.a. værker af:
- Rogier van der Weyden
- Hans Memling
- Jan van Eyck
- Pieter Bruegel den Ældre
- Peter Paul Rubens
- Anthonis van Dyck
- Pieter de Hooch
- Gerard ter Borch
- Jacob van Ruisdal
- Rembrandt van Rijn
- Johannes Vermeer
- Tizian
- Giovanni Bellini
- Tintoretto
- Giuseppe Arcimboldo
- Annibale Carracci
- Caravaggio
- Jean Fouquet
- Nicolas Poussin
- Thomas Gainsborough
- Joshua Reynolds
- Thomas Lawrence
- Albrecht Dürer
- Lucas Cranach den Ældre
- Hans Holbein den Yngre
- Diego Velázquez

Blandt museets øvrige genstande er en rustning fremstillet af Konrad Seusenhofer til kejser Maximilian 1. barnebarn, den senere Karl 5..